# Machniwka (rejon winnicki)
Machniwka (ukr. Махнівка, pol. hist.Machnówka; od 1937 do 2016 Krasne, ukr. Красне) – wieś na Ukrainie w rejonie winnickim obwodu winnickiego.
Pod koniec XIX w. wieś w powiecie winnickim.